# Національні збройні сили Латвії
Національні збройні сили Латвії (латис. Latvijas Nacionālie bruņotie spēki) — сукупність військ  Латвійської Республіки, призначених для захисту свободи, незалежності та територіальної цілісності держави.

## Історія

### 1919–1940 роки
У період до 1940 року збройні сили Латвії (Latvijas Bruņotie spēki) складалися з чотирьох сухопутних дивізій чотирьохполкового складу: 3 піхотних і 1 артилерійський полк — Курземська дивізія, Відземська дивізія, Латгальська дивізія, Земгальська дивізія, а також Тукумський 13-й піхотний полк, проіснував з 1920 по 1922 рік і був розформований. Крім того, до складу Збройних сил входили Технічна дивізія, Військово-морський флот і різного роду допоміжні з'єднання. В 1919 році була створена авіаційна група під командуванням старшого лейтенанта Алфреда Валлейкі.

### 1940–1991 роки
Після окупації Латвії  СРСР, частини латвійської армії були переформовані в 24-й Латвійський стрілецький корпус РСЧА, який знаходився в оперативному підпорядкуванні  27-ї армії. Станом на 22 червня 1941 року, в складі РСЧА були наступні латвійські частини:
- 24-й Латвійський стрілецький корпус:

* 181-ша стрілецька дивізія ;
* 173-тя стрілецька дивізія;
* 111-й окремий зенітний артилерійський дивізіон;
- Ризьке піхотне училище (2 батальйони курсантів)

### Після 1991 року
23 серпня 1991 був прийнятий закон про створення першого воєнізованого формування — «Земессардзе».
Після проголошення незалежності Латвії уряд почав створення збройних сил.
З 1994 року Латвія активно брала участь у програмі НАТО Партнерство заради миру.
У 1997 році підрозділи прикордонних військ були виведені із складу озброєних сил і передані МВС Латвії, надалі вони були перетворені в державну прикордонну службу.
Звіти про зовнішній торгівлі Латвії свідчать, що тільки в період з 1995 і до кінця 2000 року в країну було ввезено зброї та амуніції на 8276000 латів, але поставки для міністерства оборони склали менше половини обсягу. Серед поставленого озброєння — пістолети ПМ і ТТ; автомати Калашникова виробництва як мінімум чотирьох країн: СРСР, Румунії, Югославії та Словаччини; американські автоматичні гвинтівки М-16 та М-14; кулемети Калашникова; шведські автомати АК-4; гранатомети «Carl Gustaf» і ексклюзивна стрілецька зброя для латвійських спецпідрозділів
У 1998 році Латвія відправила військовослужбовців в миротворчий контингент до Боснії і Герцеговини, вони були виведені влітку 2009 року.
Після початку операції НАТО по стабілізації обстановки в Косово і Метохії, в липні 1999 року сейм Латвії ухвалив рішення про відправку військовослужбовців для участі в місії. Латвія в місії KFOR бере участь з 2000 року. На час проведення операції у складі латвійського контингенту десять військовослужбовців: один офіцер у штабі KFOR, чотири штабних офіцери в багатонаціональній бригаді «Центр» і п'ятеро військовослужбовців у складі військової поліції. Латвія направила військовослужбовців до складу контингенту KFOR, вони були виведені 17 серпня 2009. У загальній складності в Косово пройшли службу 437 військовослужбовців Латвії
2002 року Латвія ухвалила рішення про будівництво радіолокаційної станції на сході країни для контролю повітряного простору над Прибалтикою, а також західною частиною Росії й територією Білорусі, 31 жовтня 2003 року на військовому аеродромі в Аудріньской волості Резекненського району розпочав роботу тривимірний радар далекого радіуса дії Lockheed Martin TPS-117, який є частиною BALTNET — системи спостереження за повітряним простором країн Балтії
Латвія брала участь в війні в Афганістані, у 2003 році уряд направив військовий контингент до складу сил ISAF. Втрати латвійського контингенту в Афганістані склали 4 військовослужбовців загиблими і не менше 12 пораненими.
Латвія брала участь у війні в Іраку, в травні 2003 року уряд направив військовий контингент до складу сил міжнародної коаліції, в серпні 2003 року військовий контингент зі 140 військовослужбовців прибув в Ірак. Контингент був виведений з Іраку в червні 2007 року, в цілому в операції взяло участь 1150 військовослужбовців. Втрати латвійського контингенту в Іраку склали 3 військовослужбовців убитими і 5 пораненими.
29 березня 2004 року Латвія вступила до військово-політичного блоку НАТО.
Восени 2004 року Латвія уклала контракт з компанією «Saab Bofor Dynamic», були закуплені зенітно-ракетні комплекси RBS 70 загальною вартістю 20 млн латів.
В середині 2005 року було прийнято концепцію стандартної стрілецької зброї, яка передбачала поступове переозброєння латвійської армії на зброю стандарту НАТО, при цьому в першу чергу новою зброєю повинні були бути оснащені сполуки, які беруть участь в місіях НАТО, а також підрозділи, яким найближчим часом має бути доручено проведення міжнародних операцій. Крім того, кабінет міністрів затвердив список стрілецької зброї, яким повинна бути оснащена латвійська армія: пістолети Glock 17, пістолети-кулемети HK UMP, автомати HK G36, підствольні гранатомети HK AG36, легкі кулемети FN Minimi, снайперські гвинтівки AW і PGM UR Hecate II, 40-мм автоматичні гранатомети HK GMG.
1 листопада 2006 року на озброєння латвійської армії надійшла перша партія автоматів HK G36. Першу G-36 отримав командир піхотної роти, яка мала вирушити до Іраку в рамках ротації латвійського контингенту.
У січні 2007 року була скасована загальна військова повинність, відбувся перехід до професійної армії.
Наприкінці 2008 року за програмою «Іноземне військове фінансування» США поставили для збройних сил Латвії 16 автомашин HMMWV (14 броньованих і 2 неброньованих) загальною вартістю 1,44 млн латів.
У грудні 2010 року США передали латвійської армії засоби зв'язку загальною вартістю 2 млн доларів США (1190000 латів).
У 2012 році США поставили Латвії 10 81-мм мінометів M252. Крім того, в 2012 році був підписаний контракт з бельгійською компанією FN «Herstal» на придбання 56 кулеметів, які були поставлені у 2013 році і угода з Норвегією, яка погодилася передати латвійської армії каски і бронежилети на суму 650 тис. латів.
В листопаді 2012 року збройні сили Латвії складалися з 5500 військовослужбовців і 10 000 резервістів, військовий бюджет 2012 року становив 370 млн євро.
В грудні 2013 року Норвегія передала латвійської армії 154 автомашини (134 вантажівки Scania P93, вісім евакуаторів Scania NM154 і 12 санітарних машин Mercedes-Benz 300GDN).
На навчаннях «Namejs 2018», які пройшли у Латвії з 20 серпня по 2 вересня 2018 року, були відпрацьовані заходи з мобілізації цивільних громадян до війська. В цих навчаннях вперше буде відпрацьована взаємодія з підприємствами країни, коли їх співробітників можуть призвати до війська та може бути використане їх майно, що вплине на роботу установ. В першу чергу це стосується транспортної та будівельної галузі. Поки підприємства до таких навчань залучаються добровільно. Набутий досвід обіцяють трансформувати у вдосконалення законодавчої бази у майбутньому. Навчання Namejs 2018 – стануть найбільшими військовими маневрами, що організовує міністерство оборони Латвії. Окрім Національних збройних сил в них також візьмуть участь добровільна військова організація Земесардзе, резервісти, персонал структур МВС та союзники з НАТО.
13 липня 2023 року, згідно повідомлення керівника Центру рекрутування та добору Національних збройних сил Латвії (НВС/NBS) Ріхарда Розенбаумса, у Латвії відновили строкову службу в армії: у межах першого призову на початку липня почали службу 254 новобранці. Перший призов відбувся 1 липня 2023 року на добровільній основі, а з 2024 року — служба стане обов’язковою. Як відомо, з 1 січня 2007 року у Латвії існувала тільки професійна армія, але навесні 2023 року парламент ухвалив рішення щодо повернення строкової служби.

## Організаційна структура
Національні збройні сили Латвії складаються з регулярних сил, територіальних сил (національної гвардії) і резерву. У воєнний час або при надзвичайному стані в підпорядкування збройних сил повинні увійти Управління безпеки Банку Латвії та Державна прикордонна охорона Латвії.

### Командування

Прапор міністра оборони Латвії

Загальне керівництво Національними збройними силами Латвії здійснює міністр оборони, за пропозиціями командувача збройними силами. Командувач збройними силами очолює об'єднаний штаб збройних сил.

### Сухопутні війська
До складу сухопутних військ Латвії входять наступні частини і підрозділи:
- Піхотна бригада сухопутних сил
- Підрозділ спеціального призначення
- Батальйон Штабу збройних сил
- Військова поліція
- Національна гвардія Латвії
- Управління матеріально-технічного забезпечення
- Управління навчання

### Повітряні сили
Військово-повітряні сили станом на 2023 рік налічують 550 військовослужбовців, 2 літаки Pelegrin Tarragon TR-91, 4 літаки Ан-2 і 10 гелікоптерів (чотири Мі-17, два Мі-2, чотири Sikorsky UH-60).

### Військово-морські сили
Військово-морські сили налічують 587 військовослужбовців. і п'ять кораблів, головним завданням яких є розмінування територіальних вод.

### Резерв
Резерв збройних сил складають громадяни Латвії, котрі в минулому пройшли військову службу (5000 осіб). У разі загальної мобілізації армія отримає ще 14 легких піхотних батальйонів, один батальйон ППО, один артилерійський батальйон і кілька допоміжних підрозділів.

### Інші збройні формування
Станом на 2012 рік, чисельність державної прикордонної охорони Латвії становила 2500 осіб, на озброєнні було три вертольота (один  Agusta Bell 206 і два  Agusta 109), три патрульних катери, 12 малих патрульних катерів, 4 моторні човни, 2 вантажівки, 4 автобуси, 11 мікроавтобусів підвищеної прохідності, 22 позашляховики, 60 мікроавтобусів, 131 легкова автомашина, 30 квадроциклів, 17 мотоциклів і 7 тракторів.

## Роль ЗС у суспільстві
- 29 березня 2013 — у співпраці з іншими структурами була успішно проведена операція з порятунку 223 рибалок з крижини, що відкололася в Ризькій затоці. В операції була задіяна цивільна і військова техніка, вертольоти Мі-17, криголам Varma і буксири Marss 1 і Santa.[35]
- У період з 2005 по 2012 рік підрозділами Земессардзе на території Латвії було знищено більше 50 тисяч мін, авіаційних бомб, гранат та інших одиниць вибухонебезпечних предметів.[36].